# تقطیر خلأ

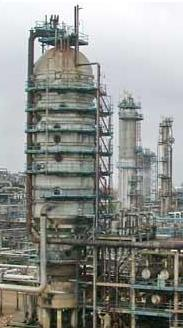
یگ برج تقطیر خلأ صنعتی که در پالایشگاه‌ها به کار می‌رود.

تقطیر خلأ یا تقطیر تحت خلأ (به انگلیسی: Vacuum distillation) نوعی از تقطیر است که تحت فشار کاهش‌یافته انجام می‌شود. این روش اجازه می‌دهد ترکیباتی که به راحتی در فشار محیطی تقطیر نمی‌شوند، تصفیه شوند یا به سادگی زمان و انرژی صرفه‌جویی شود. این تکنیک بر اساس تفاوت در نقاط جوش ترکیبات عمل می‌کند و زمانی استفاده می‌شود که نقطه جوش ترکیب مورد نظر به سختی قابل دستیابی باشد یا باعث تجزیه ترکیب شود. فشارهای کاهش‌یافته نقطه جوش ترکیبات را کاهش می‌دهند. کاهش نقطه جوش را می‌توان با استفاده از یک نمودار دما-فشار و با استفاده از رابطه کلوزیوس-کلاپیرون محاسبه کرد.

## کاربردهای آزمایشگاهی
ترکیباتی با نقطه جوش کمتر از 150 درجه سانتی‌گراد معمولاً در فشار محیطی تقطیر می‌شوند. برای نمونه‌هایی با نقاط جوش بالا، دستگاه تقطیر کوتاه‌مسیر به‌طور معمول استفاده می‌شود. این تکنیک به خوبی در سنتز آلی نشان داده شده است.

### تبخیر چرخشی
تبخیر چرخشی یک تکنیک رایج در آزمایشگاه‌ها است که برای تغلیظ یا جداسازی ترکیبی از محلول استفاده می‌شود. بسیاری از حلال‌ها فرار هستند و می‌توانند به راحتی با استفاده از تبخیر چرخشی تبخیر شوند. حتی حلال‌های کمتر فرار نیز می‌توانند با تبخیر چرخشی تحت خلأ بالا و با گرمادهی حذف شوند. این روش همچنین توسط سازمان‌های نظارتی محیطی برای تعیین میزان حلال‌ها در رنگ‌ها، پوشش‌ها و جوهرها استفاده می‌شود.

### ملاحظات ایمنی
ایمنی یک ملاحظه مهم هنگام استفاده از ظروف شیشه‌ای تحت فشار خلأ است. خراش‌ها و ترک‌ها می‌توانند باعث انفجار به داخل شوند وقتی که خلأ اعمال می‌شود. پیچیدن بخش زیادی از ظروف شیشه‌ای با نوار چسب به اندازه ممکن، به جلوگیری از پراکندگی خطرناک قطعات شیشه‌ای در صورت انفجار کمک می‌کند.

## کاربردهای صنعتی
تقطیر خلأ در مقیاس صنعتی دارای مزایای متعددی است. مخلوط‌هایی با نقاط جوش نزدیک ممکن است به تعداد زیادی مرحله تعادل برای جداسازی اجزا کلیدی نیاز داشته باشند. یکی از ابزارهای کاهش تعداد مراحل مورد نیاز، استفاده از تقطیر خلأ است. ستون‌های تقطیر خلأ که به طور معمول در پالایشگاه‌های نفت استفاده می‌شوند، دارای قطرهایی تا حدود ۱۴ متر (۴۶ فوت)، ارتفاع‌هایی تا حدود ۵۰ متر (۱۶۴ فوت) و نرخ تغذیه‌ای تا حدود ۲۵٬۴۰۰ متر مکعب در روز (۱۶۰٬۰۰۰ بشکه در روز) هستند.
تقطیر خلأ می‌تواند باعث بهبود جداسازی شود با:
- جلوگیری از تجزیه محصول یا تشکیل پلیمر به دلیل کاهش فشار که منجر به کاهش دمای ته تاور می‌شود.

- کاهش تجزیه محصول یا تشکیل پلیمر به دلیل کاهش زمان اقامت متوسط، به ویژه در ستون‌های استفاده از بسته‌بندی به جای صوانی.

- افزایش ظرفیت، بهره‌وری و خلوص.

یکی دیگر از مزایای تقطیر خلأ کاهش هزینه سرمایه‌گذاری است، با هزینه‌های عملیاتی کمی بیشتر. استفاده از تقطیر خلأ می‌تواند ارتفاع و قطر ستون تقطیر را کاهش دهد و در نتیجه هزینه سرمایه‌گذاری آن را کاهش دهد.
تقطیر خلأ در صنایع پالایش نفت، با تمرکز بر روی جداسازی مواد معدنی مختلف از نفت خام، به کار گرفته می‌شود. این فرآیند همچنین با عنوان "تقطیر در دمای پایین" نیز شناخته می‌شود.
برای اطمینان از عملکرد بهینه، ورودی نفت خام به ستون‌های تقطیر اتمسفریک در دماهای زیر ۳۷۰ تا ۳۸۰ درجه سانتی‌گراد نگهداشته می‌شود، تا جلوگیری از تجزیه مولکول‌های سنگین در نفت خام و تشکیل کوک نفتی شود.

## تصفیه آب در مقیاس بزرگ
تقطیر خلأ اغلب در کارخانه‌های صنعتی بزرگ به عنوان روشی کارآمد برای حذف نمک از آب‌های اقیانوسی استفاده می‌شود به منظور تولید آب شیرین. این فرآیند به نام نمک‌زدایی شناخته می‌شود. آب اقیانوسی تحت فشار خلأ قرار داده می‌شود تا نقطه جوش آن کاهش یابد و سپس یک منبع حرارت بر روی آن اعمال می‌شود، که به آب شیرین اجازه می‌دهد بخار شده و منجمد شود. منجمد کردن بخار آب جلوگیری می‌کند که بخار آب محفظه خلأ را پر کند و این امکان را فراهم می‌آورد که اثر به طور پیوسته بدون از دست دادن فشار خلأ ادامه یابد. حرارت ناشی از منجمد شدن بخار آب توسط یک مبدل حرارتی حذف می‌شود که از آب دریایی وارد آمده به عنوان مایع خنک‌کننده استفاده می‌کند و در نتیجه ورود آب دریا به آن پیش‌گرم شده است. برخی از اشکال تقطیر از آب از کندانسورها استفاده نمی‌کنند، بلکه بخار را به صورت مکانیکی با یک پمپ فشرده می‌کنند. این به عنوان یک پمپ حرارتی عمل می‌کند که حرارت را از بخار تمرکز می‌دهد و امکان بازگشت و استفاده مجدد از حرارت را برای منبع آب خام وارد نشده فراهم می‌آورد. چندین شکل تقطیر خلأ آب وجود دارد، که متداول‌ترین آنها شامل تقطیر چند مرحله‌ای، نمک‌زدایی با فشار بخار و تقطیر چند مرحله‌ای فلش می‌باشد.

## تقطیر مولکولی
تقطیر مولکولی به تقطیر خلأ در زیر فشار ۰.۰۱ تور (۱.۳ پاسکال) اطلاق می‌شود. ۰.۰۱ تور یک مرتبه بالاتر از خلأی بالا است، جایی که سیالات در حالت جریان مولکولی آزاد قرار دارند، به این معنی که مسیر آزاد میانگین مولکول‌ها مشابه اندازه تجهیزات است. فاز گازی دیگر فشار معنی‌داری به ماده‌ای که قرار است بخار شود، وارد نمی‌کند و به همین دلیل نرخ بخارشدن دیگر به فشار وابسته نیست. به عبارت دیگر، زیرا فرضیات پیوسته‌گرایی دینامیک سیال دیگر اعمال نمی‌شوند، انتقال جرم توسط دینامیک مولکولی و نه دینامیک سیال اداره می‌شود. بنابراین، یک مسیر کوتاه بین سطح گرم و سطح سرد ضروری است، که معمولاً با نگهداری یک صفحه گرم که با فیلمی از ماده تغذیه پوشیده شده است، کنار یک صفحه سرد با یک خط دید میان آن‌ها ایجاد می‌شود.

## نگارخانه

یک دستگاه ساده برای تقطیر خلأ به روش مسیر کوتاه
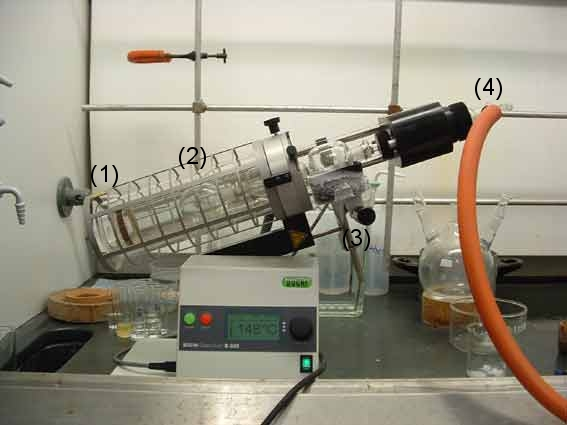
یک دستگاه تقطیر خلأ به روش مسیر کوتاه
Perkin triangle - برای تقطیر خلأ حساس به هوا